# اندیس کوه سرهنگی
کوه سرهنگی یک اندیس فلزی است که در حوالی شهر ازبک کوه استان یزد قرار دارد و مادهٔ معدنی موجود در آن، مس است.  